# Onze Lieve Vrouw Onbevlekt Ontvangenkerk (Den Haag)
De Onze Lieve Vrouw Onbevlekt Ontvangenkerk, ook bekend als de Elandkerk of Elandstraatkerk, is een rooms-katholieke kerk aan de Elandstraat in het Zeeheldenkwartier te Den Haag. Het kerkgebouw en de geloofsgemeenschap maken deel uit van de parochie Maria Sterre der Zee.
In november 2023 heeft het parochiebestuur het voornemen bekendgemaakt om de Onze Lieve Vrouw Onbevlekt Ontvangen-kerk en de Agneskerk aan de eredienst te onttrekken.

## De kerk

### Hulpkerk
Toen de Teresia van Avilakerk aan het Westeinde in de 19de eeuw te klein werd omdat de Rooms-katholieke bevolking van Den Haag hard groeide, was het nodig een nieuwe kerk te bouwen in het Zeeheldenkwartier.
In 1877 kocht pater Marijnen van de Teresia van Avilakerk grond van Sophie van Sachsen-Weimar, de enige dochter van koning Willem II. In 1878 werd opdracht gegeven een hulpkerk te bouwen. Er kwam ook een pastorie bij, die in april 1878 in gebruik werd genomen. Op 5 juni 1878 werd de hulpkerk een zelfstandige parochiekerk, ingezegend door bisschop Snickers van Haarlem. De nieuwe parochie bestond voor een groot deel uit de parochie van genoemde Theresia van Avilakerk en van de Sint-Jacobuskerk in de Parkstraat.
In 1885 werd een school in de Prins Hendrikstraat ingewijd, die door Nicolaas Molenaar sr. (1850-1930) werd gebouwd. In 1890 ontstonden de plannen om een nieuwe kerk te bouwen en hiervoor dezelfde architect uit te nodigen.

### Nieuwe kerk
De nieuwe kerk werd gebouwd in 1891-1892 naar ontwerp van Nicolaas Molenaar sr., een leerling van de beroemde Pierre Cuypers. De stijl is neogotisch en geïnspireerd op de Notre-Dame van Parijs. De kerk heeft twee westtorens van 72 meter hoog. Het kerkgebouw is 60 meter lang, het schip is 28,5 meter breed en de totale breedte is 46 meter. De kerk heeft 66 ramen van gebrandschilderd glas uit de bouwperiode van de kerk. Buiten, bij het westportaal, is een beeld van Maria onbevlekt ontvangen, in 1893 door de damescongregatie geschonken. De nieuwe kerk werd op 1 december 1892 ingewijd door bisschop Bottemanne van Haarlem.
Klokken
De kerk kreeg met de bouw in iedere toren een grote klok en in 1892 schonk een parochiaan een angelusklokje, dat in het angelustorentje werd geplaatst. In 1928 werden de twee grote klokken ieder vervangen door vier andere. In de ene toren kwamen de Maria en de Johannes Franciscus te hangen, in de andere toren de Joseph en de Canius, met een gezamenlijk gewicht van 2460 kilo. De nieuwe klokken stoorden de omwonenden. Na klachten werd besloten ze niet meer te luiden tijdens het zingen van het Te Deum.
Schade
Tijdens de Tweede Wereldoorlog liep de kerk lichte schade op. Het Angelusklokje, dat door de Duitse bezetters was gevorderd, werd in 1949 vervangen. Na de oorlog moesten daken en voegwerk gerestaureerd worden. De klokkenstoelen waren in slechte staat, zodat jarenlang mechanisch klokgelui ten gehore werd gebracht. Pas in 1992 werden de klokkenstoelen hersteld en konden de klokken weer normaal geluid worden. In 1976 bracht een zware storm schade toe aan het dak van een van de torens. Ook bij de storm Eunice in 2022 raakte een toren beschadigd en werden omwonenden geëvacueerd.

## Het interieur

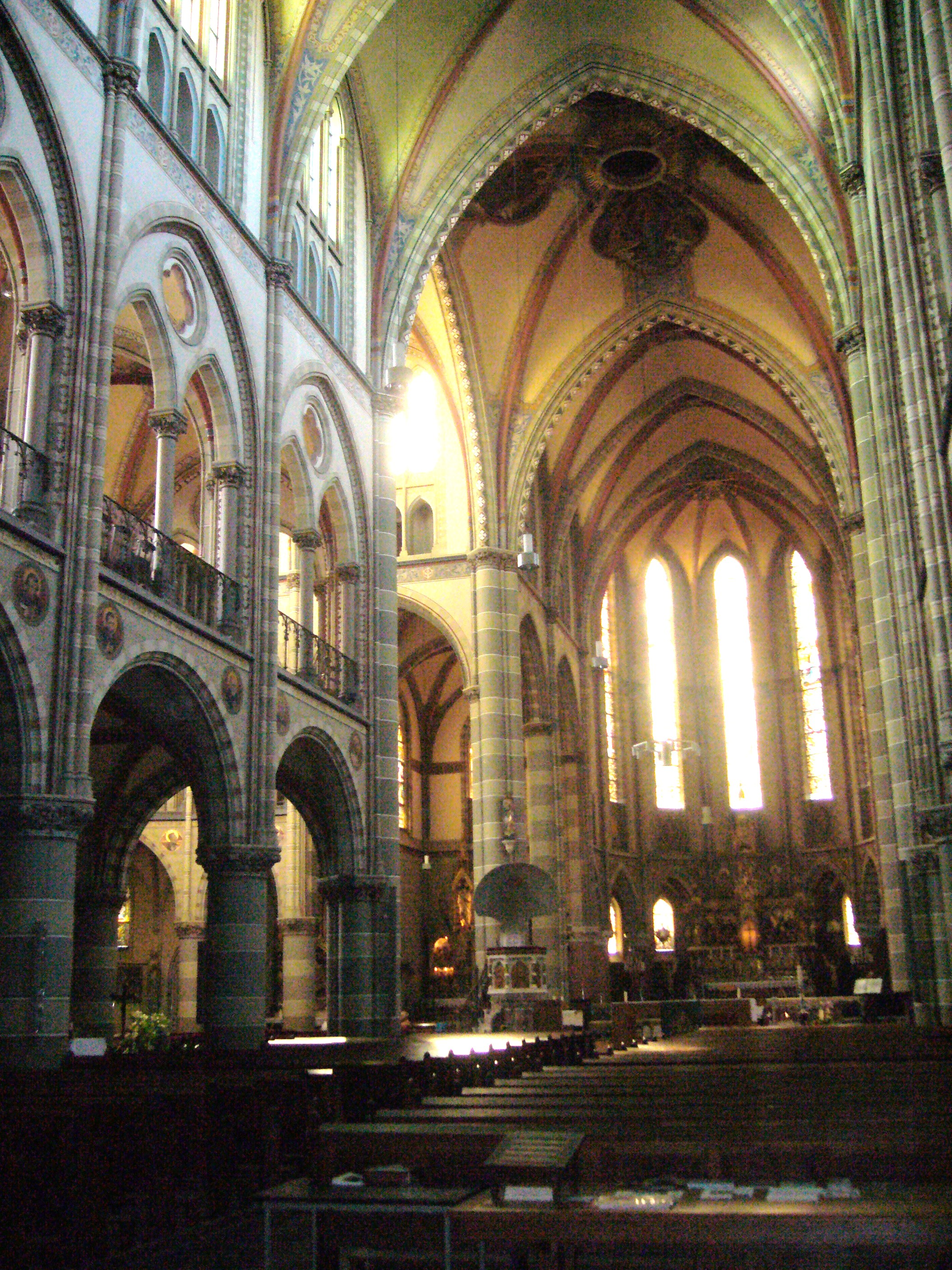
Interieur van de kerk
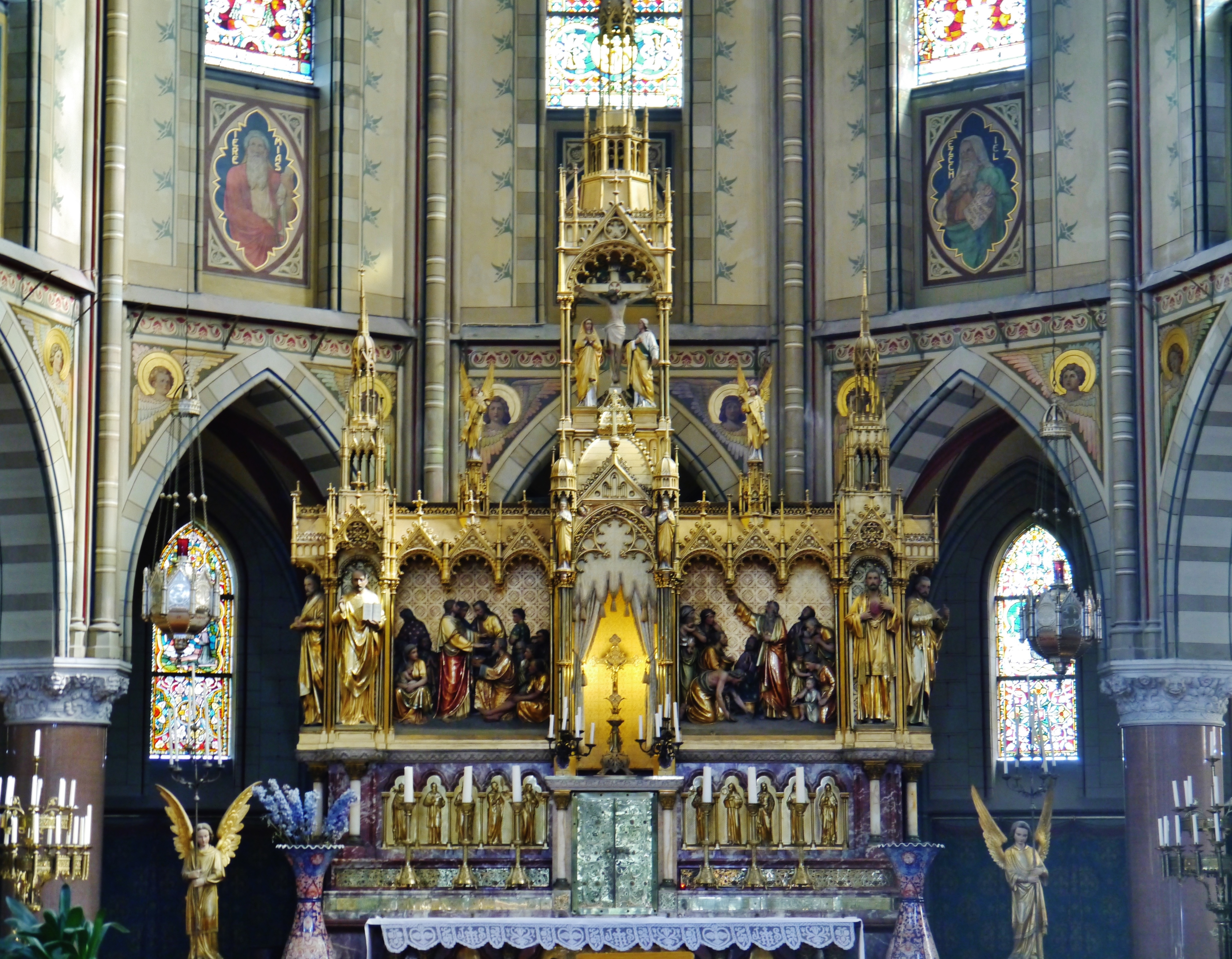
Hoofdaltaar
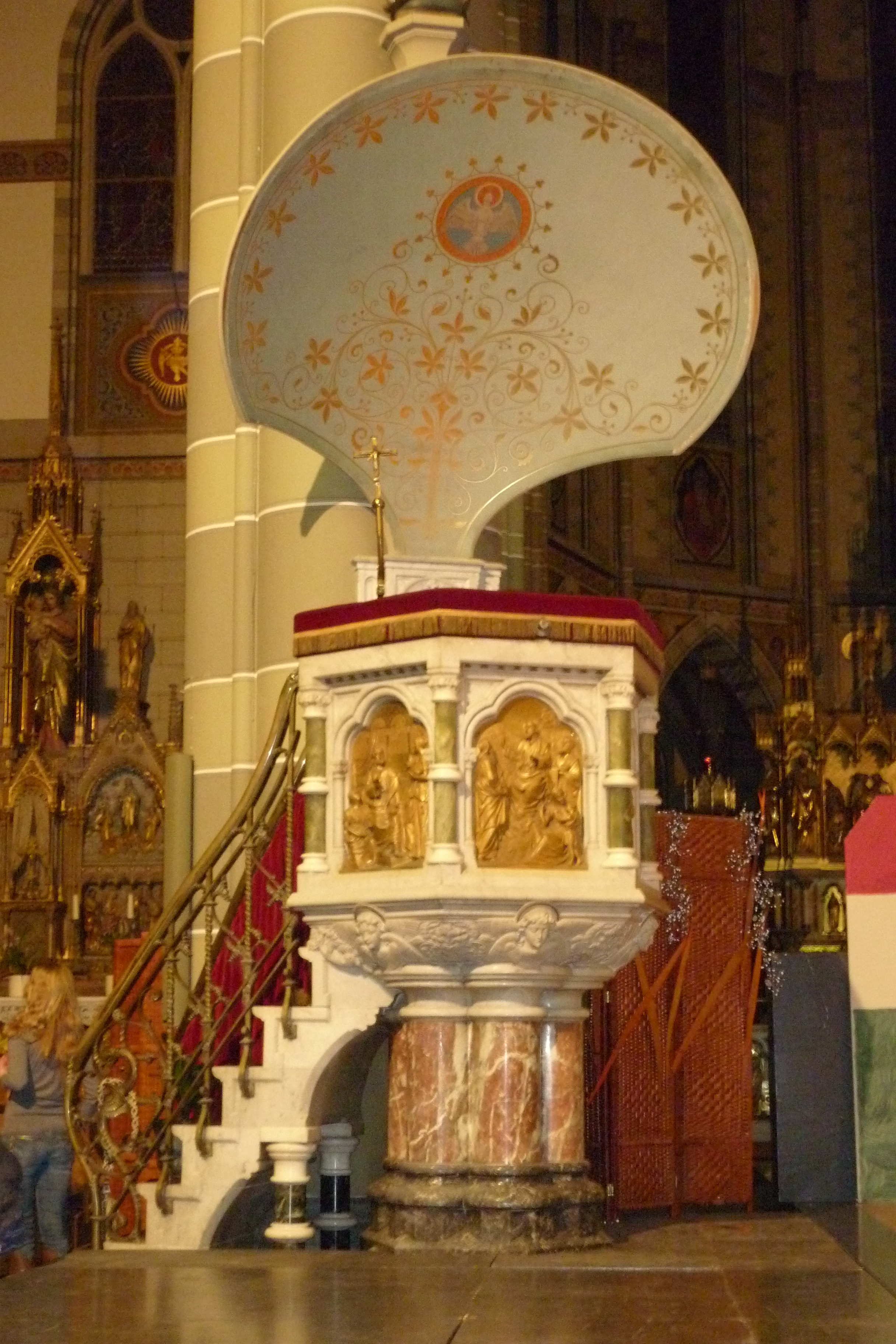
Preekstoel met klankbord
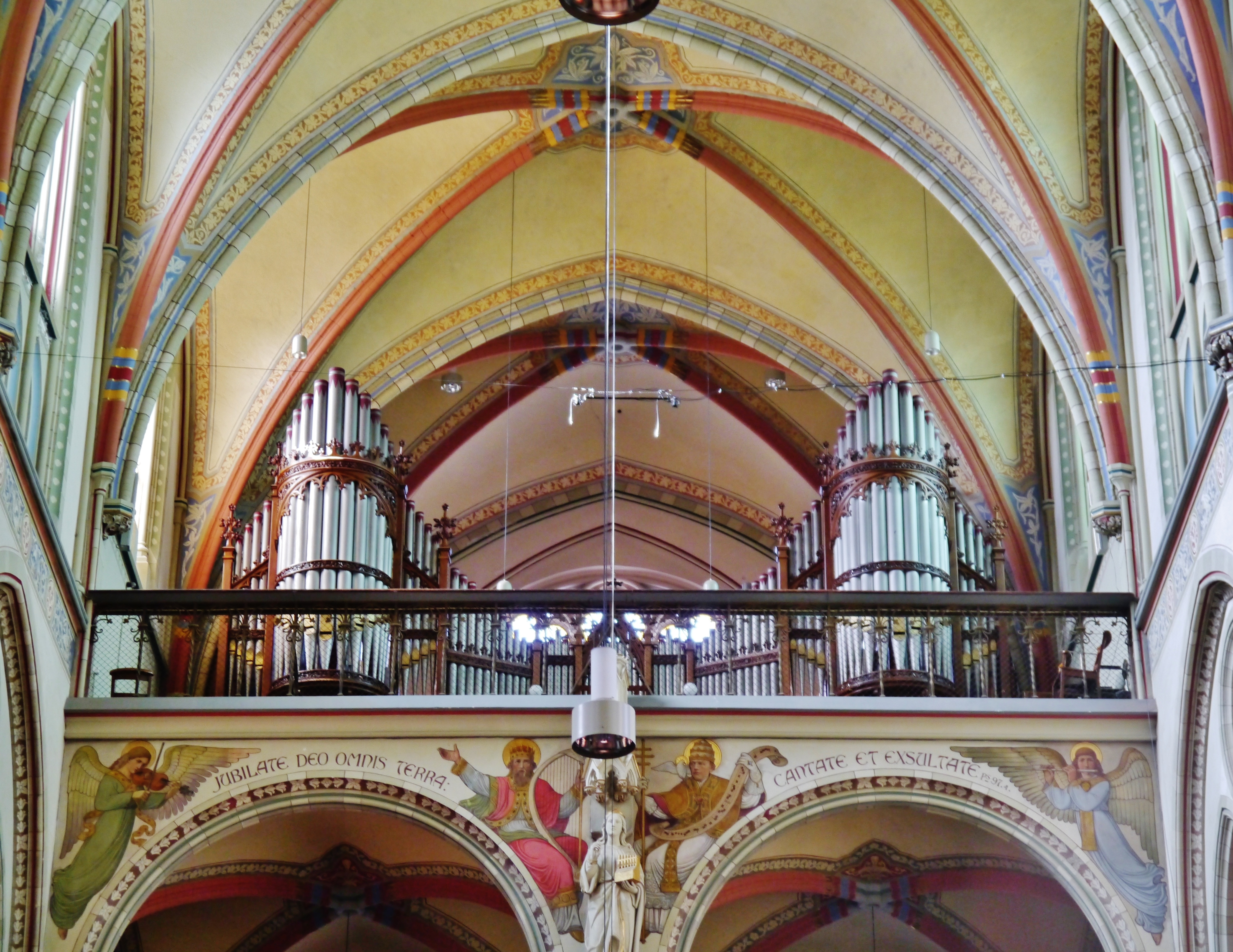
Orgelbalustrade met orgel

Het hoofdaltaar
Het marmeren hoofdaltaar dateert uit 1892, en is rijkelijk versierd door koperen vuurvergulde reliëfs. Er zijn vijf mannelijke (links) en vijf vrouwelijke (rechts) heiligen afgebeeld en er is een reliëf dat het Laatste Avondmaal voorstelt.
De preekstoel
Boven de marmeren preekstoel bevond zich tot 1968 een houten klankbord, omgeven door neogotisch houtsnijwerk. Later werd het klankbord teruggeplaatst, maar het houtsnijwerk werd slechts gedeeltelijk teruggevonden en kon niet meer teruggeplaatst worden.
Het orgel
De Gebroeders Franssen uit Roermond hebben in 1906 het orgel geleverd. Het is het grootste instrument dat deze orgelbouwers gemaakt hebben. Het staat in een neogotische gebeeldhouwde orgelkas tegen de westgevel, ongeveer 10 meter boven de kerkvloer. Het heeft 43 registers, verdeeld over drie manualen en een vrij pedaal. In 1949 heeft de firma Vermeulen uit Alkmaar de dispositie enigszins gewijzigd en de tractuur geëlektrificeerd. Ook in 1956, 1959 en 1974 vonden wijzigingen plaats. In 1985 was het orgel in zo slechte staat geraakt, dat het weer speelbaar gemaakt moest worden. Daarna heeft Adema's Kerkorgelbouw uit Hillegom in 2000 een kleine en in 2010-2011 een grote restauratie uitgevoerd, dankzij een stichting die werd opgericht om hiervoor geld in te zamelen. Het orgel is sinds 2004 een rijksmonument.
1968
In 1968 werd een aantal wijzigingen aangebracht. Het oude wit marmeren altaar bleef staan, maar er kwam een nieuw altaar in de viering bij. Het priesterkoor werd verlengd tot in de kruising van de kerk.
Activiteiten
Naast de kerkdiensten vinden binnen de sacrale ruimte regelmatig passende activiteiten plaats, zoals concerten, lezingen, recepties enz.